# Wacław Eytner

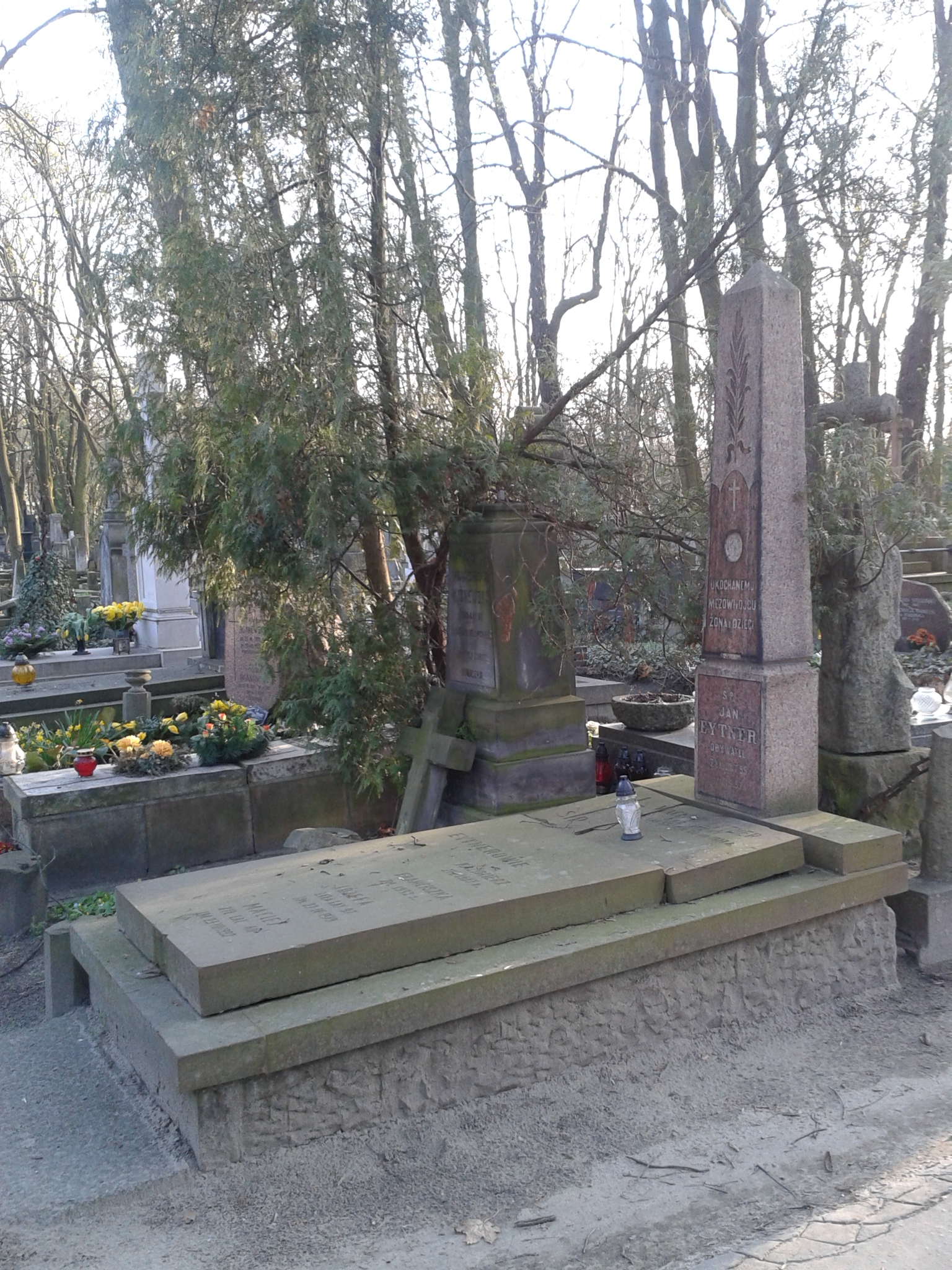
Grób rodziny Eytnerów na cmentarzu Powązkowskim

Wacław Eytner (ur. 5 marca 1922 w Warszawie, zm. 20 lipca 1977 tamże) – polski architekt.

## Życiorys
W 1939 ukończył warszawskie Gimnazjum im. Władysława IV, naukę kontynuował w działającej podczas okupacji Miejskiej Szkole Budowlanej.
Po odzyskaniu niepodległości rozpoczął studia na Wydziale Architektury Politechniki Warszawskiej, równocześnie od 1945 pracował w Biurze Odbudowy Stolicy. Od 1 czerwca 1947 przeszedł do Zakładu Urbanistyki Wydziału Architektury Politechniki Warszawskiej, ale już 1 grudnia tego roku podjął pracę w Zjednoczonych Pracowniach Architektonicznych. Od marca 1949 był związany z Centralnym Biurem Projektowym i Stołecznym Biurem Odbudowy ZOR (Zespół I Pracowni Architektonicznej), które w 1950 przekształcono w „Miastoprojekt-Stolica Północ”. W tym samym roku ukończył studia.
W styczniu 1956 ogłoszono konkurs na realizację zabudowy północnej części osiedla Muranów, wówczas Wacław Eytner został powołany na generalnego projektanta tej części miasta, cztery lata później został kierownikiem pracowni. Należał do SARP, działał w sekcji Budownictwa Osiedlowego. W 1959 i w 1960 budynki zaprojektowane przez Wacława Eytnera (ul. Zamenhofa 10 i Niska 11) wygrywały w konkursach „Życia Warszawy” na najlepszy dom mieszkalny (tzw. Mister Warszawy).
Spoczywa na cmentarzu Powązkowskim (kw. 75, rząd III, grób 1).

## Wybrane realizacje
- Osiedle Muranów Północny w Warszawie (zespół 25 budynków);
- bloki Rzeszowskiej Spółdzielni Mieszkaniowej przy ulicy Langiewicza/Zofii Chrzanowskiej w Rzeszowie;
- ośrodek wczasowy Ministerstwa Budownictwa i Przemysłu Materiałów Budowlanych w Krynicy Morskiej;
- budynki przemysłowe PP Mody Polskiej w Warszawie;
- Osiedle Północ II w Koszalinie (zespół 8 budynków);
- Osiedle Czerniakowska Wschodnia;

## Odznaczenia
- Złoty Krzyż Zasługi
- Krzyż Kawalerski Orderu Odrodzenia Polski
- Srebrna Odznaka SARP
- Złota Odznaka Odbudowy Warszawy
- Nagroda KBUA III stopnia za projekt i realizację budynku 602 na Muranowie (ul. Zamenhofa 10)
- Odznaka „Milionera”